# Wilhelm Neuser
Wilhelm Neuser (* 26. März 1888 in Himmelmert, Stadt Plettenberg; † 19. Januar 1959 in Detmold) war ein evangelisch-reformierter Geistlicher und von 1936 bis 1958 Landessuperintendent in der Lippischen Landeskirche.

## Leben
Wilhelm Neuser, Sohn eines Lehrers, absolvierte nach dem Abitur am Realgymnasium Duisburg im Jahre 1907 ein Theologiestudium an der Rheinischen Friedrich-Wilhelms-Universität Bonn und an der Martin-Luther-Universität Halle-Wittenberg, das er 1913 in Bonn mit der Promotion zum lic. theol. (Dissertation: Hans Hut, Leben und Wirken bis zum Nikolsburger Religionsgespräch) abschloss. Er wurde Vikar und  Hilfsprediger in Herzogenrath im Rheinland. Nach Einsätzen als Pfarrer in verschiedenen Gemeinden war er im Ersten Weltkrieg von 1914 bis 1916 Soldaten- und Lazarettpfarrer und kam dann nach Siegen, wo er bis 1931 Pfarrer war. Von 1922 bis 1931 war er Schriftleiter der Kirchlichen Rundschau für die  evangelischen Kirchengemeinden Rheinland u. Westfalens.
In den Jahren von 1931 bis 1936 war er Professor am Evangelisch-Theologischen Seminar und Pfarrer in Herborn.
Von 1936 bis 1958 war er Landessuperintendent und Vorsitzender des Landeskirchenrats der Lippischen Landeskirche. Daneben war er Mitglied der Kirchenkonferenz der Evangelischen Kirche in Deutschland und engagierte sich im Reformierten Bund, wo er Vorstandsmitglied war.
1958 unterzeichnete er im Detmolder Schloss den Vertrag der Lippischen Landeskirche mit dem Land Nordrhein-Westfalen. Während seiner Amtszeit lagen ihm die Herausgabe des Heidelberger Katechismus sowie die Ordnung der reformierten und lutherischen Kirchengemeinden sowie die Lebensordnung der Lippischen Landeskirche besonders am Herzen.
Zum 1. April 1958 ging er in den Ruhestand.
Einer seiner Söhne war der Theologieprofessor Wilhelm Heinrich Neuser.

### Öffentliche Ämter
- Vorsitzender der Lippischen Bibelgesellschaft
- Vorstandsmitglied im Verein für Westfälische Kirchengeschichte[3]

## Schriften
- 1930/1931: mit Heinrich Schlosser: Die Evangelische Kirche von Nassau-Oranien 1530–1930.
- 1953: Die Erweckungsbewegung im Siegerland.
- 1953: Die Geschichte der Lippischen Landeskirche.
- 1954: Tillmann Siebel und seine Bedeutung für die Volkskirche.
- 1956: Lemgoer Kirchen und 700 Jahre ihrer Geschichte.
- 1958: 50 Jahre Christuskirche in Detmold 12.1.1908–12.1.1958.

## Ehrungen
- 1954 Ehrendoktor der Evangelisch-Theologischen Fakultät der Universität Münster